# Chakra (groupe)
Cet article concerne le groupe de K-pop sud-coréen. Pour les « centres spirituels » ou « points de jonction de canaux d'énergie », voir Chakra.
Chakra (coréen : 샤크라), est un ancien girl group sud-coréen de K-pop.
Il débute en 1999 comme partie du groupe Bros sous le label Cream Records. Chakra commence officiellement en 2000 avec la sortie de leur 1er album Han. Bien que le girl group fonctionne, les membres décident de se séparer en 2004, pour que chacune puissent se consacrer à sa carrière en solo.
Ce groupe a beaucoup été influencé par la musique traditionnelle indienne.
Members:
Korea Selatan
China
Korea Selatan
Jepang
Korea Selatan